# Col de Font-Belle
Le col de Font-Belle est un col des Alpes du Sud, situé dans le département des Alpes-de-Haute-Provence sur la commune du Castellard-Mélan, en France, à 1 304 mètres d'altitude. Il relie par la route la haute vallée du Vanson à la vallée de la Bléone.
Le chemin de randonnée GR 6 le traverse perpendiculairement à la route départementale 3.

## Rallye automobile
Le col est très régulièrement emprunté par le rallye Monte-Carlo (plus de 25 fois depuis 1973), le dernier passage en 2024 lors de l'épreuve spéciale 1.